# هيكارو إيواساكي
هيكارو إيواساكي (بالإنجليزية: Hikaru Iwasaki)‏ هو مصور أمريكي، ولد في 1924، وتوفي في 15 سبتمبر 2016.